# 음력 9월 24일
음력 9월 24일은 음력 9월의 24번째 날이다.

## 사건
- 2009년 - 대청해전 발발.
- 2014년 - 경기도 성남시에서 판교테크노밸리 야외공연장 환풍구 붕괴 사고가 일어났다. 이 사고로 16명이 사망하고 11명이 부상당하였다.

## 문화
- 1984년 - 진도대교 개통.
- 1993년 - 대전엑스포 폐막.

## 탄생
- 1991년 - 대한민국의 배우 변우석.
- 1992년 - 대한민국의 배우 김지원.

## 같이 보기
- 음력 360일: 1월 2월 3월 4월 5월 6월 7월 8월 9월 10월 11월 12월
- 전날:9월 23일 다음날:9월 25일 - 전달:8월 24일 다음달:10월 24일
- 양력:9월 24일
- 음력, 윤달